# Lampides athanetus
Lampides athanetus är en fjärilsart som beskrevs av Hans Fruhstorfer 1916. Lampides athanetus ingår i släktet Lampides och familjen juvelvingar. Inga underarter finns listade i Catalogue of Life.